# NGC 1537
NGC 1537 é uma galáxia elíptica (E/SB0) localizada na direcção da constelação de Eridanus. Possui uma declinação de -31° 38' 44" e uma ascensão recta de 4 horas, 13 minutos e 40,7 segundos.
A galáxia NGC 1537 foi descoberta em 18 de Novembro de 1835 por John Herschel.